# Chrysops hyalinus
Chrysops hyalinus är en tvåvingeart som beskrevs av Shannon 1924. Chrysops hyalinus ingår i släktet Chrysops och familjen bromsar. Inga underarter finns listade i Catalogue of Life.